# Besmislica
Besmislica, nesmisao ili apsurd (lat. absurdus 'proturječno' u prenesenu smislu 'neskladan, neumjesan') ono je čemu nedostaje smisla, to jest protivi se zdravomu razumu. To može biti izuzetno nejasan, nelogičan ili neobičan događaj ili pojava. 

## U književnosti
U 20. stoljeću nastao je žanr teatar apsurda s prikazivanjem besmislica, besmislenim događajima i proturječnostima na pozornici. 
Apsurd je središnje načelo u filozofiji Alberta Camusja. On vidi ostvarenje čovjeka, u kojem patnja i bijeda u svijetu nemaju smisla, to jest apsurdizam.
Autori u čijem je razmišljanju pojam apsurda igrao važnu ulogu su:
- Samuel Beckett
- Otto Friedrich Bollnow
- Andre Breton
- Albert Camus
- Danil Harms
- Friedrich Dürrenmatt
- Witold Gombrowicz
- Martin Heidegger
- Eugène Ionesco
- Karl Jaspers
- Søren Kierkegaard
- Gabriel Marcel
- Sławomir Mrożek
- Jean-Paul Sartre

Intelektualne struje u kojima apsurdnost igra važnu ulogu:
- Dadaizam
- Egzistencijalizam

Istaknuti umjetnici s konstruktivnim radom u apsurdnosti u likovnoj umjetnosti su primjerice:
- Salvador Dali
- Maurits Cornelis Escher